# Peterborough Castle
Peterborough Castle, auch Mount Thorold oder Touthill, ist eine abgegangene Burg in Peterborough in der englischen Grafschaft Cambridgeshire.

## Geschichte
Der Abt Thorold of Peterborough, ein Normanne, den König Wilhelm der Eroberer auf seinen Posten gesetzt hatte, ließ Peterborough Castle bald nach der Eroberung Englands 1066 erbauen. Eine Motte wurde nahe der Kathedrale, im heutigen Dean's Garden errichtet. Abt Thorold ließ die Burg bauen, um sich gegen die Mönche in der Kathedrale in der turbulenten Zeit nach der normannischen Eroberung zu schützen. Die Burg ließ im 12. Jahrhundert der damalige Abt, Martin de Bec, abreißen.
Heute ist nur noch der Mound der Burg erhalten, der heute noch 10–12 Meter hoch ist. Das Gelände gilt als Scheduled Monument.